# Панама (филм)
Панама је српски филм из 2015. године, у режији Павла Вучковића, који је заједно са Јеленом Вуксановић написао и сценарио.
Филм jе премијерно приказан на Филмском Фестивалу у Кану 16. маја 2015. године, док је премијеру у Србији имао на Филмском фестивалу Cinema city у Новом Саду 29. јуна 2015. године.

## Радња
Јован се између осталих девојака виђа са Мајом, која му делује наивно и неискусно. Постепено, њено амбивалентно понашање почиње да га интригира и увлачи у својеврсну мрежу узрока и последица. Пратећи видео снимке и "трагове" са интернета, Јован открива Мајин паралелни живот и уплиће се у сопствену игру лажи и љубоморе. У страху од напуштања њих двоје беже једно од другог, негирајући емоције. Јован губи себе, очајнички покушавајући да открије ко је заправо Маја.

## Улоге
| Глумац               | Улога                 |
| -------------------- | --------------------- |
| Славен Дошло         | Јован                 |
| Јована Стојиљковић   | Маја                  |
| Милош Пјевач         | Милан                 |
| Тамара Драгичевић    | Сандра                |
| Јелисавета Орашанин  | Милица                |
| Небојша Миловановић  | Професор              |
| Андрија Даничић      | Стеван                |
| Александар Ђурица    | Сандрин отац          |
| Бранка Селић         | Миланова мама         |
| Бранка Пујић         | Сандрина мама         |
| Биљана Мишић         | Сања                  |
| Ивана Петровић       | Млада жена            |
| Дејан Дедић          | Колега Марко          |
| Миљана Поповић       | Невена                |
| Милица Мајкић        | Јелена                |
| Нада Ракић           | Мајина бака           |
| Александар Јовановић | Студент               |
| Марта Милосављевић   | Медицинска сестра     |
| Марија Меденица      | Продавачица у књижари |